# Plantairflexie

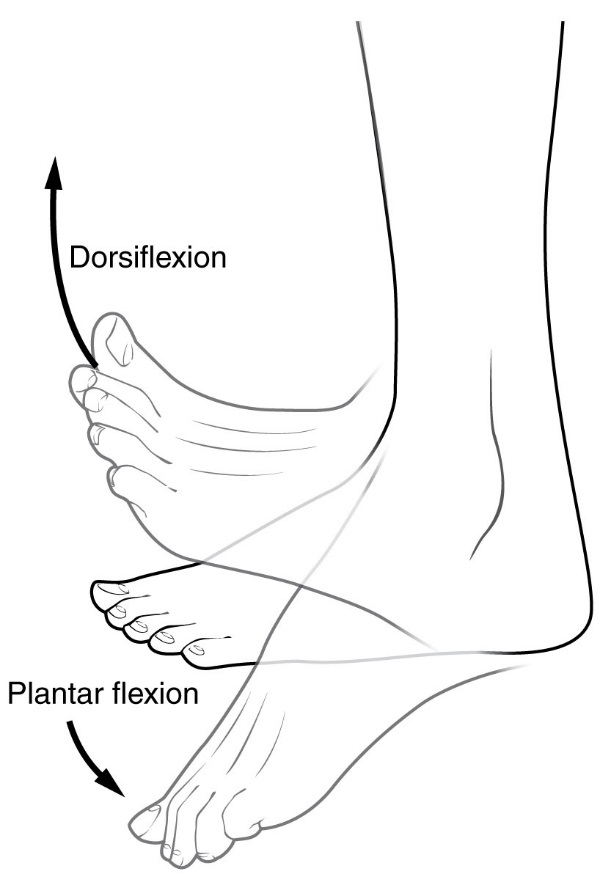
Dorsiflexie en plantairflexie

Plantairflexie of plantaire flexie is de extensie (strekking) of flexie (buiging) van het enkelgewricht naar beneden. De voet beweegt dan van het scheenbeen af. De vergelijkbare beweging bij de hand richting de handpalm is palmairflexie of palmaire flexie. De tegenovergestelde beweging is dorsaalflexie ofwel dorsiflexie.